# Суриана
Суриана (лат. Suriana) — род деревянистых растений семейства Суриановые (Surianaceae). Включает единственный вид — Суриана приморская (Suriana maritima), распространённый на побережьях тропиков по всему миру.
Род назван в честь французского ботаника Франсуа Жозефа Дона де Суриана (François Joseph Donat de Surian, 1650—1691).

## Ботаническое описание
Вечнозелёные кустарники или деревья, до 5 м высотой. Крона коническая. Ствол короткий, 12—13 см в диаметре. Кора тёмно-серая или коричневая, внутренняя — светло-жёлтая. Листья простые, очередные, зелёные, серовато опушенные, цельные, 2,5—3,8 см длиной.
Цветки обоеполые, 1,1—1,3 см в диаметре, одиночные или собраны в малоцветковые соцветия. Чашелистиков 5, заострённые. Лепестков 5, обратнояйцевидные, жёлтые. Тычинок 10, в двух кругах. Пестиков 5. Плоды сухие, ореховидные, односемянные